# Park Sankt Georgen

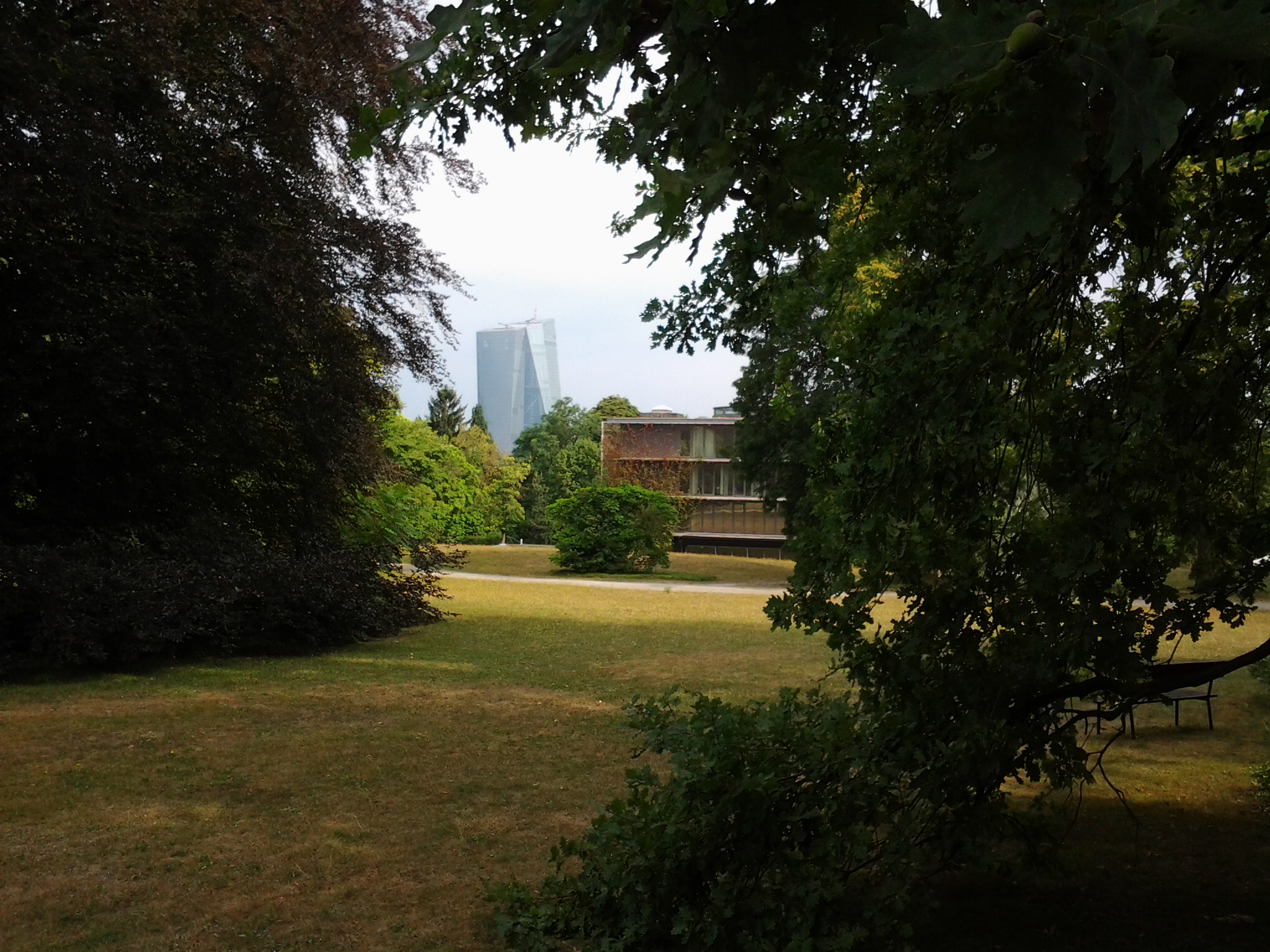
Park der PTH Sankt Georgen, Blick auf Hochschulgebäude und EZB

Der historische Park der Philosophisch-Theologischen Hochschule Sankt Georgen ist eine etwa 8 Hektar große Grünfläche am südöstlichen Stadtrand von Frankfurt am Main im Stadtteil Sachsenhausen, zwischen Offenbacher Landstraße und Goldbergweg. Auf dem Gelände wachsen mehr als tausend verschiedene Gehölze, aus allen Kontinenten zusammengetragen und beschriftet wie in einem botanischen Garten.

## Geschichte und Parkkonzept
Der nordwestliche Teil des heutigen Parkgeländes wurde 1840 vom Bankier Georg von Saint-George (1782–1863) erworben, der Sebastian Rinz, den Planer der Frankfurter Wallanlagen, mit der Umwandlung des ursprünglichen bäuerlichen Ziergartens in einen englischen Garten beauftragte. Bereits Saint-George, vor allem aber ab 1863 dessen älteste Tochter Catharina Elisabeth Grunelius, erweiterten das Grundstück durch Zukäufe bis zur Balduinstraße und zum Goldbergweg. Sie bauten das Gelände zu einem Landsitz aus, errichteten 1843 ein klassizistisches Gartenhaus, das von Grunelius als „Villa St. Georgen“ bezeichnet wurde, sowie 1868–1870 das „Lindenhaus“ und verschiedene Wirtschaftsgebäude etwa dort, wo sich heute die Hochschulgebäude befinden. 1875 wurde am höchsten Punkt des Geländes, im neu dazuerworbenen südlichen Parkteil, ein von Rinz’ Enkel Andreas Weber geplantes neoklassizistisches Teehaus errichtet, in dem heute eine Marienstatue (Sedes sapientiae) steht. 1896 gestaltete Franz von Hoven die Einfahrt mit einem repräsentativen schmiedeeisernen Tor.

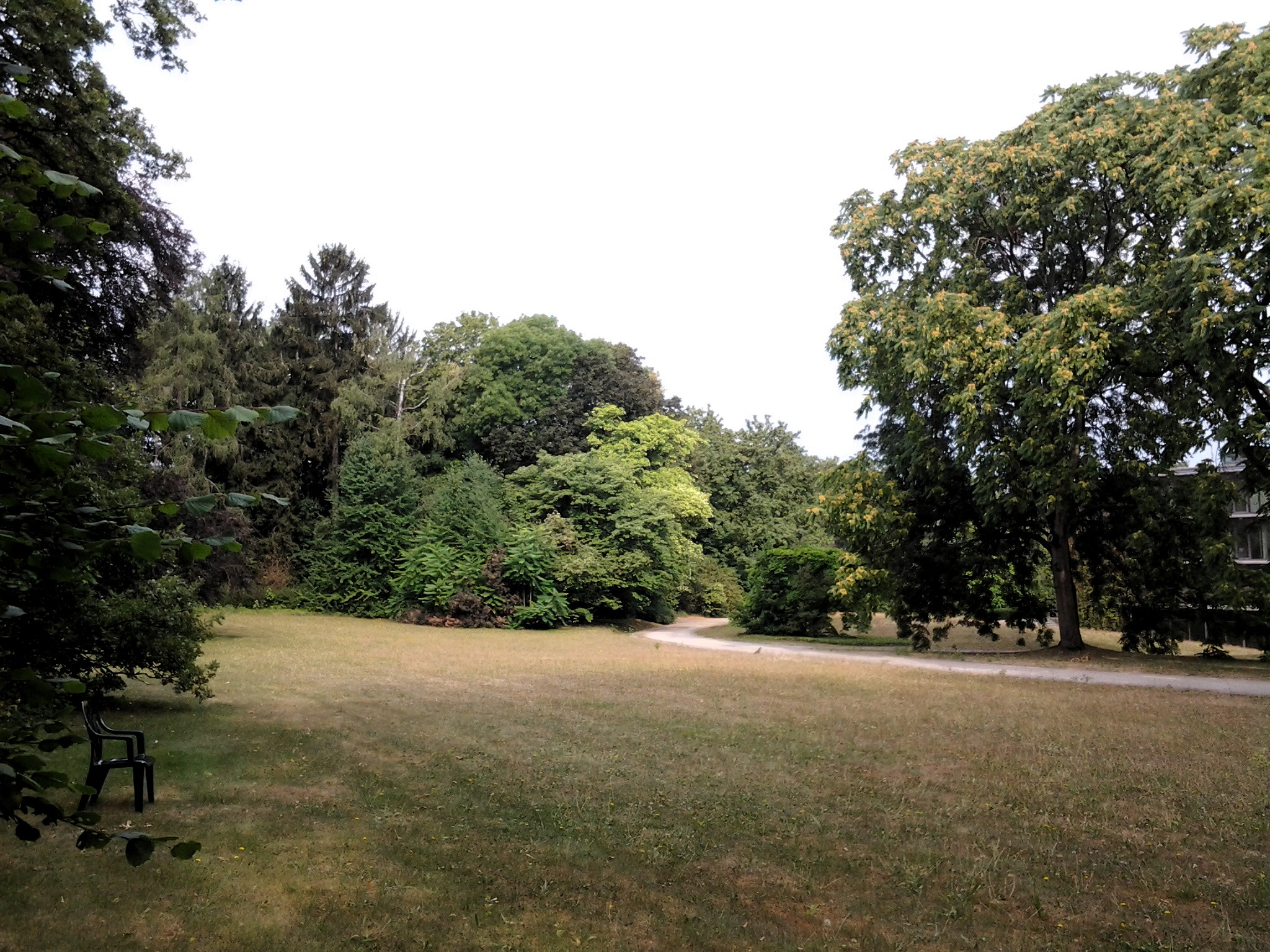
Baumvielfalt im Park der PTH Sankt Georgen

1925 erwarb die Niederdeutsche Provinz der Jesuiten das Grundstück, um eine Philosophisch-Theologische Hochschule zu errichten, die zunächst in den vorhandenen Gebäuden untergebracht war. Von 1928 bis 1934 wurde neben dem Lindenhaus das Seminargebäude errichtet, so dass sich die Bebauung nunmehr fast auf der gesamten Breite des Parks entlang der Offenbacher Landstraße erstreckte. Im Zweiten Weltkrieg wurden sämtliche Gebäude zerstört. Von 1945 bis 1963 baute man lediglich den west-östlichen Gebäuderiegel, nicht aber die freistehende Grunelius-Villa wieder auf. Der zentrale, ursprüngliche Teil des alten Landschaftsparks blieb erhalten, die westlichen, südlichen und östlichen Randbereiche wurden jedoch als Nutzgarten für Obst und Gemüse angelegt, außerdem kamen verschiedene Sportplätze hinzu. Der Jesuitenpater und Zoologie-Professor Rainer Koltermann (1931–2009) kümmerte sich um die Pflege des Parks und ergänzte den alten Baumbestand um Gehölze aus allen Kontinenten.
Ein wesentlicher Einschnitt in die Parksubstanz war der Verkauf von etwa 2 ha Sport- und Nutzgarten-Fläche im Südosten der Anlage in den 1980er Jahren, um den Ausbau der Philosophisch-Theologischen Hochschule zu finanzieren. Auf dieser Fläche wurde das Wohngebiet „Alfred-Delp-Siedlung“ (Oberrad) angelegt. Seitdem wurden jedoch die bisherigen Anbauflächen aufgelassen und wieder in das Parkkonzept integriert. In diesen Randflächen befinden sich jetzt ein Kreuzweg von Franziska Lenz-Gerharz sowie die Sichtungsgärten mit jungen Gehölzen aus Japan, China und Nordamerika. Der Abriss und verkleinerte Neubau des Hochschulgebäudes im Jahre 2004 half außerdem, den nördlichen Parkteil wieder mit dem zentralen Teil gartenarchitektonisch zu verbinden. So ist seitdem der Park, der heute von externen Gartenbaubetrieben gepflegt wird, wieder von der Offenbacher Landstraße einsehbar.

## Lage und Öffnungszeiten
Der Park ist umschlossen und nur durch das Haupttor zur Hochschule an der Offenbacher Landstraße 224 zugänglich. Der private Park ist täglich von acht bis 20 Uhr für Besucher geöffnet. Der Eintritt ist frei.